# Danh sách trường đại học ở Việt Nam đào tạo ngành Kỹ thuật Cơ điện tử
Cơ điện tử là một lĩnh vực Khoa học kỹ thuật và công nghệ đa ngành, tích hợp hệ thống của các ngành cơ khí, tự động hóa, điện tử, và tin học để tạo ra những sản phẩm mới có những tính năng vượt trội.
Sau đây là danh sách các trường đại học đào tạo ngành Kỹ thuật Cơ điện tử, trong đó: Các tên in đậm là các trường đại học trọng điểm quốc gia Việt Nam, được [chính phủ] ưu tiên đầu tư phát triển, làm đầu tàu cho sự phát triển mạng lưới các trường đại học Việt Nam.

## Kỹ thuật Cơ điện tử
Đào tạo Kỹ sư Cơ điện tử hệ 5 năm. Chương trình này hướng tới đào tạo ra các kỹ sư R&D có tư duy sáng tạo, các chuyên gia công nghệ, các nhà thiết kế, các nhà nghiên cứu, phát triển sản phẩm mới.
1. Trường Đại học Bách khoa Hà Nội:
2. Học viện Kỹ thuật Quân sự:
3. Trường Đại học Bách khoa, Đại học Đà Nẵng:
4. Trường Đại học Bách khoa, Đại học Quốc gia Thành phố Hồ Chí Minh:
5. Trường Đại học Kỹ thuật Công nghiệp, Đại học Thái Nguyên:
6. Trường Đại học Phenikaa: Trường Đại học tư thục, không phải đại học trọng điểm.

## Công nghệ Kỹ thuật Cơ điện tử
Đào tạo Cử nhân Công nghệ Kỹ thuật Cơ điện tử hoặc Kỹ sư thực hành hệ 4 năm. Chương trình này đào tạo ra các cử nhân/kỹ sư điều hành, chỉ đạo sản xuất; triển khai chế tạo, lắp ráp, vận hành, bảo dưỡng, tư vấn về các hệ thống, thiết bị kỹ thuật trong sản xuất và đời sống.
1. Trường Đại học Giao thông vận tải:
2. Trường Đại học Hải Phòng:
3. Trường Đại học Mỏ Địa chất Hà Nội:
4. Trường Đại học Nông nghiệp Hà Nội:
5. Trường Đại học Công nghệ Giao thông Vận tải
6. Trường Đại học Thủy lợi:
7. Trường Đại học Xây dựng:
8. Trường Đại học Lâm nghiệp:
9. Trường Đại học Điện lực:
10. Trường Đại học Kinh tế Kỹ thuật Công nghiệp:
11. Trường Đại học Công nghiệp Hà Nội:
12. Trường Đại học Công nghiệp Quảng Ninh:
13. Trường Đại học Công nghiệp Việt Hung:
14. Trường Đại học Công nghiệp Việt Trì:
15. Trường Đại học Nông Lâm Bắc Giang:
16. Trường Đại học Sao Đỏ
17. Trường Đại học Sư phạm Kỹ thuật Hưng Yên
18. Trường Đại học Sư phạm Kỹ thuật Nam Định
19. Trường Đại học Sư phạm Kỹ thuật Vinh
20. Trường Đại học Công nghiệp Vinh
21. Trường Đại học Xây dựng Miền Trung
22. Trường Đại học Nha Trang
23. Trường Đại học Công nghiệp Thành phố Hồ Chí Minh
24. Trường Đại học Công nghiệp Thực phẩm Thành phố Hồ Chí Minh
25. Trường Đại học Giao thông vận tải Thành phố Hồ Chí Minh
26. Trường Đại học Nông Lâm Thành phố Hồ Chí Minh
27. Trường Đại học Sư phạm Kỹ thuật Thành phố Hồ Chí Minh
28. Trường Đại học Trần Đại Nghĩa
29. Trường Đại học Hàng hải Việt Nam
30. Trường Đại học Ngô Quyền
31. Trường Đại học Kỹ thuật - Công nghệ Thành phố Hồ Chí Minh
32. Trường Đại học Kinh tế Công nghiệp Long An
33. Trường Đại học Kinh tế Kỹ thuật Bình Dương
34. Trường Đại học Lạc Hồng
35. Trường Đại học Nguyễn Tất Thành
36. Trường Đại học Công nghệ Sài Gòn
37. Trường Đại học Cần Thơ
38. Trường Đại học kỹ thuật công nghệ Cần Thơ